# Velká Polom
Velká Polom je obec v okrese Ostrava-město v Moravskoslezském kraji. Žije zde přibližně 2 100 obyvatel. Do 31. prosince 2006 byla součástí okresu Opava.
Ve vzdálenosti osm kilometrů severovýchodně leží město Hlučín, devět kilometrů severozápadně město Kravaře, jedenáct kilometrů jihovýchodně statutární město Ostrava a třináct kilometrů jihozápadně město Bílovec. Leží na spojnici měst Ostrava – Opava, kterou představuje státní silnice I/11.

## Historie
První písemná zmínka o obci pochází z roku 1288. Zakladatelem a majitelem obce a vodní tvrze byl Weikhard z Polomi. V roce 1377 se stali majiteli Bítovští z Bítova. V roce 1413 se stali majiteli Donátové. V roce 1416 byl k obci připojen přídomek „Velká“. V roce 1486 koupili panství Velká Polom Osinští z Žitné, v roce 1530 Pražmové z Bílkova. V 17. století získali panství Bruntálští z Vrbna. V roce 1794 byla v obci zřízena škola. Obec byla během druhé světové války osvobozena Rudou armádou dne 26. dubna 1945.

## Školství a vzdělávání
V základní škole Velká Polom se vzdělávají děti 1. až 9. ročníku, a to nejen z Velké Polomi, ale také z okolních obcí. Budova školy prošla během posledních let řadou modernizací: v roce 2005 byla zrekonstruována její nejstarší část, v roce 2010 pak mladší část, kde vznikly nové prostory pro zájmové kroužky, družinu a společenský sál. Škola je nyní vybavena moderními výukovými technologiemi, jako jsou interaktivní tabule, odborné učebny, multimediální a virtuální učebnou aj. Školní jídelna připravuje jídla nejen pro žáky školy a školky, ale také pro děti a seniory z okolních obcí, pro které obec zajišťuje rozvoz jídel. V roce 2020 bylo kompletně zrekonstruováno parkoviště u základní školy.
Kapacitně nevyhovující mateřská škola byla vyřešena výstavbou nové školky „U Rákosníčka“ v roce 2011 s kapacitou 72 dětí. Starší školka na Opavské ulici byla zrekonstruována a od roku 2011 slouží jako další zařízení s názvem „Pastelka“, v současné době jako část základní školy. V této bude sídlí také Základní umělecká škola z Háje ve Slezsku.
Areál školy zahrnuje víceúčelové hřiště, které bylo v roce 2016 zastřešeno a nyní umožňuje celoroční využití. Rekonstrukce tělocvičny v roce 2015 přispěla k modernizaci jejího provozu, včetně zateplení a úprav financovaných z dotací EU. Nejen žáci školy, ale také široká veřejnost může využívat nově vybudované multifunkční hřiště ve sportovním areálu.

## Kulturní a společenské aktivity
Velká Polom se pyšní kulturním střediskem, které je umístěno v budově staré 140 let. Rekonstrukcí v roce 2006 získala obec reprezentativní prostor se zdravotním střediskem a společenským sálem. Prostor slouží pro různé kulturní a společenské akce a jako klubovny místních spolků.
Sokolovna byla zmodernizována v roce 2015 a nyní nabízí multifunkční prostory pro společenské a sportovní aktivity. Areál sokolovny zahrnuje také modernizované kuchyňské a restaurační zařízení.
V obci je pořádáno velké množství kulturních, sportovních a jiných akcí v průběhu celého roku, jako novoroční pochod, společenské plesy, turnaj v deskových hrách, velikonoční jarmark, úklid obce, den obce, letní kino, gulášfest, vinobraní, oslava svatého Václava, výstava dýní s lampiónovým průvodem, turnaj v pétanque, večer pro ženu, rozsvícení vánočního stromu aj.

## Historické a přírodní památky
Dominantou obce zůstává renesanční kostel sv. Václava s farní budovou, která připomíná malý zámeček. Kostel i fara byly v posledních letech udržovány ve výborném stavu a jsou kulturními památkami. Rekonstrukce farního objektu byla dokončena již v roce 2011.
Historická zřícenina tvrze a bývalá sýpka, taktéž kulturní památky, které jsou v současné době majetkem soukromého investora, prošly částečnými úpravami a v současné době stále čekají na další úpravy.
Rybníček u mateřské školky je místem odpočinku. Revitalizovaný areál z roku 2013 slouží nejen dětem, ale i obyvatelům obce.

## Centrum obce a nabídka bydlení
Obec se intenzivně věnuje zlepšování své infrastruktury. V roce 2017 byla vytvořena nová náves, která získala ocenění v soutěži Moderní obec. Probíhají zde kulturní akce a na návsi je umisťován vánoční strom. Nově vznikající lokalita „Mlýnek“ rozšiřuje možnosti bydlení v obci. V současné době probíhá příprava výstavby centra u tvrze, kde má vzniknout 100 bytů v bytových domech, jejichž součástí budou prostory pro komerční využití.

## Infrastruktura
Největším projektem v novodobé historii obce byla výstavba splaškové kanalizace, která probíhala od roku 2018 do roku 2022. Zatím poslední úsek kanalizace byl dokončen v roce 2023. Díky dotaci Státního fondu životního prostředí bylo vystavěno celkem 14 km kanalizace, která je zakončena čistírnou odpadních vod. Celkové náklady na výstavbu kanalizace přesáhly 230 mil. Kč. Čistírna odpadních vod je nově vybavena fotovoltaickou elektrárnou z důvodu úspory nákladů na elektrickou energii. Po výstavbě kanalizace proběhla kompletní oprava téměř všech místních komunikací.
V obci byla provedena kompletní rekonstrukce veřejného osvětlení, lampy byly vyměněny za LED osvětlení s významnou finanční úsporou za spotřebu energií.
Obec disponuje dvěma hřbitovy, přičemž na jednom z nich je možno pronajmout si kolumbárium.
Obec se zaměřuje na systém nakládání s odpady. Kromě svozu komunálního odpadu řeší obec sběr tříděného odpadu, bioodpadu a na obecním dvorku je zřízeno místo pro odkládání velkoobjemového a nebezpečného odpadu, bioodpadu a také odpadu stavebního.

## Doprava a bezbariérovost
Obec má díky autobusové dopravě velice dobré spojení do Ostravy. Celkem 4 autobusové zastávky představují pro občany dostupnou možnost cestování. Při realizaci stavebních záměrů se zaměřujeme na bezbariérovost. Všechny chodníky jsou přizpůsobeny pro osoby s omezenou schopností pohybu, včetně slepecké dlažby a přístupových ramp. Obec také zajišťuje bezpečnost občanů, například výstavbou semaforu u základní školy.

## Spolková činnost, spolupráce s obcemi
V obci působí řada spolků, jako jsou sportovci, hasiči, skauti, ochránci přírody, myslivci, senioři a mnoho dalších. Spolky se v obci aktivně podílejí na pořádání sportovních, kulturních a jiných akcí.
Velká Polom pokračuje v navázané spolupráci s partnerskou obcí Dlhá nad Oravou na Slovensku, která započala již v roce 2011. Díky kulturním a sportovním setkáním obcí dochází k posilování vztahů mezi těmito komunitami.

## Zdravotní péče a služby
Obec má dobrou zdravotní vybavenost – ordinace zde mají obvodní lékař, gynekolog, psycholog, zubní a dětský lékař. Ve Velké Polomi sídlí také několik významných podniků a živnostníků, kteří zajišťují služby pro místní obyvatele. Obec vlastní rozsáhlý podnikatelský areál, jehož prostory využívá v současnosti kolem 50 firem. V centrální části obce je velké nákupní středisko, bistro, prodejna květin a potřeb pro zvířata, kadeřnictví, kosmetické služby, výrobna cukrářských výrobků aj.

## Současnost
Díky obchvatu obce, který byl zprovozněn 13. října 2015, došlo k výraznému snížení dopravy skrze obec – přibližně 90 % vozidel, včetně kamionů, bylo odkloněno mimo obec. Nejfrekventovanější částí obce zůstává krajská silnice sloužící jako přivaděč na novou I/11. Obec se na tuto změnu zvládla připravit – podél ulice Osvoboditelů byl vybudován chodník s několika přechody pro chodce, úpravami pro osoby s omezenou schopností pohybu a stylovým uličním osvětlením. Na dalších lokalitách, jako je krajská silnice na Dolní Lhotu a ulice Na Rohuli, byly dokončeny chodníky již dříve. V roce 2024 byl dokončen chodník v ulici Plesenská.

## Obyvatelstvo
| Rok            | 1869 | 1880 | 1890  | 1900  | 1910  | 1921  | 1930  | 1950  | 1961  | 1970  | 1980  | 1991  | 2001  | 2011  | 2021  |
| -------------- | ---- | ---- | ----- | ----- | ----- | ----- | ----- | ----- | ----- | ----- | ----- | ----- | ----- | ----- | ----- |
| Počet obyvatel | 907  | 932  | 1 033 | 1 125 | 1 272 | 1 318 | 1 534 | 1 202 | 1 357 | 1 312 | 1 579 | 1 523 | 1 604 | 1 861 | 1 989 |
| Počet domů     | 89   | 148  | 150   | 150   | 172   | 190   | 262   | 288   | 299   | 306   | 384   | 426   | 449   | 519   | 583   |

## Obecní správa

### Obecní symboly
Znak a vlajka byly obci uděleny rozhodnutím předsedy Poslanecké sněmovny Parlamentu České republiky dne 9. prosince 1996.

## Pamětihodnosti
- kostel svatého Václava
- fara
- hřbitovní zeď vystavěná suchým zděním
- vodní tvrz Milotičky ze 13. století
- středověká sýpka
- Čertův Mlýn

## Významní rodáci a osobnosti spjaté s obcí
- Josef Hawran (1830–1874) – starosta obce, rakouský politik, poslanec zemského sněmu a Říšské rady
- Kazimír Tomášek (1817–1876) – katolický kněz a národní buditel
- Valentin Držkovic (1888–1969) – umělecký malíř a grafik
- Ludmila Bubeníková – bývalá starostka obce, politička
- Ivo Vondrák - hejtman Moravskoslezského kraje, politik

## Další informace
Katastrem obce protéká potok Opusta a v katastru pramení Plesenský potok.

## Galerie

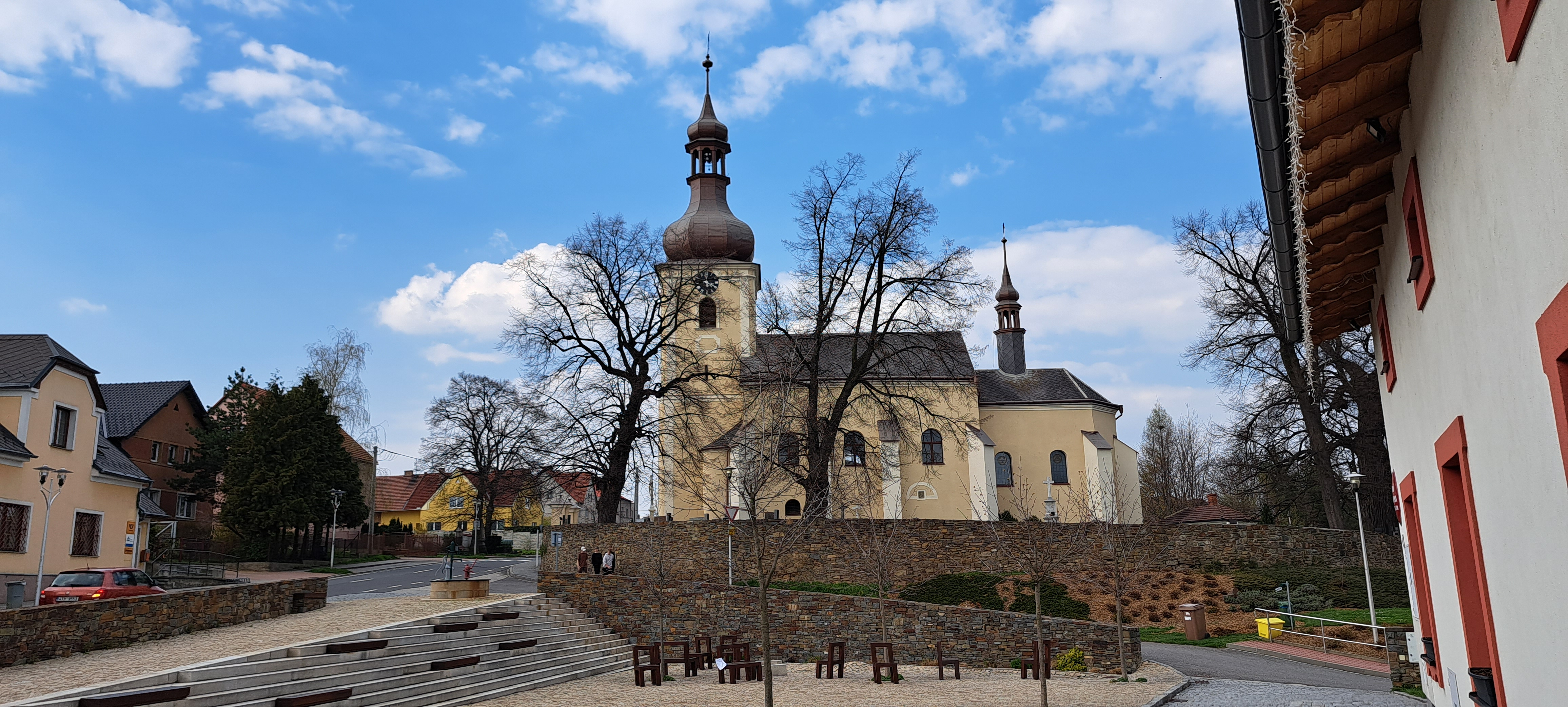
kostel sv. Václava
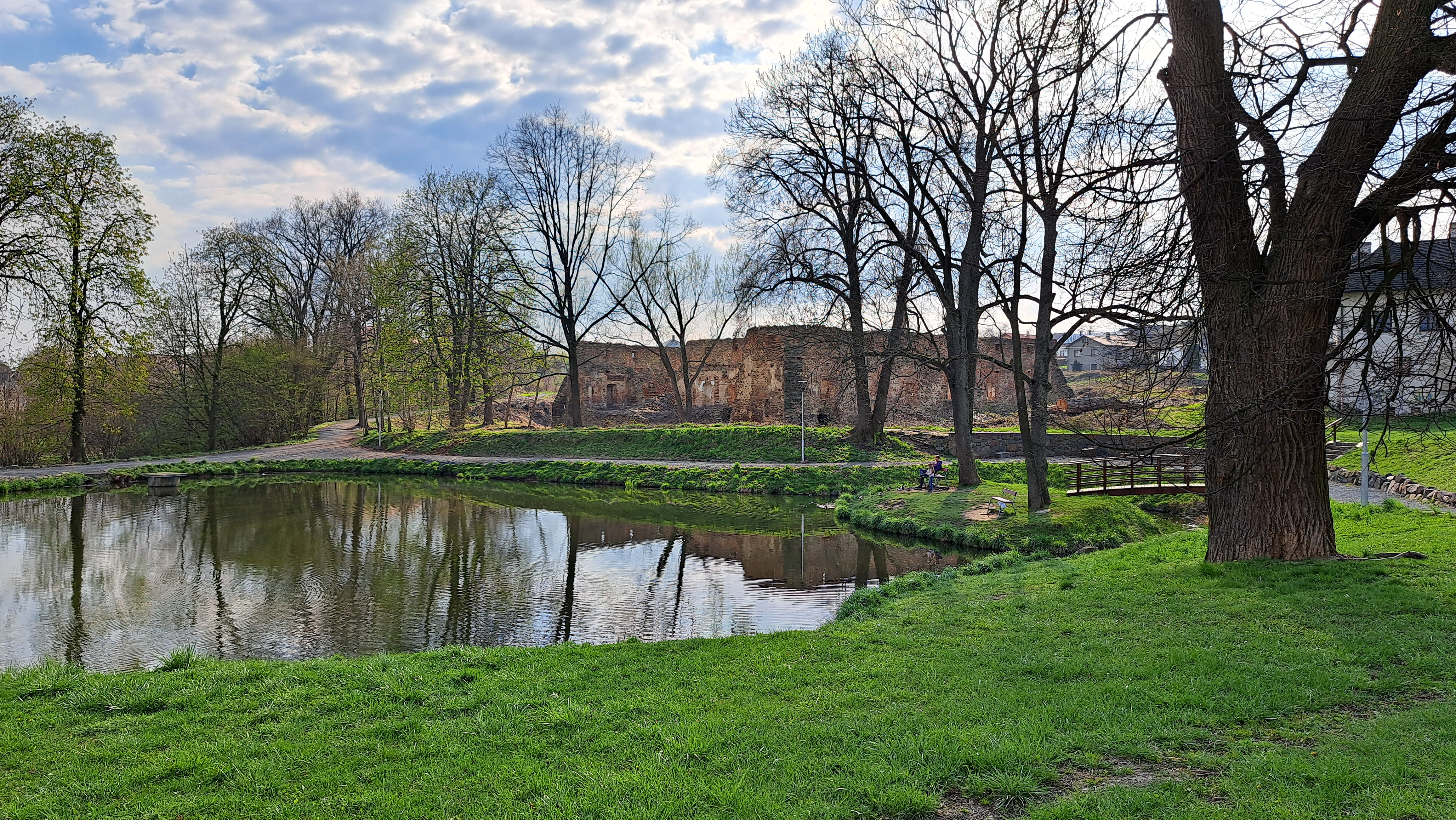
rybník a tvrz
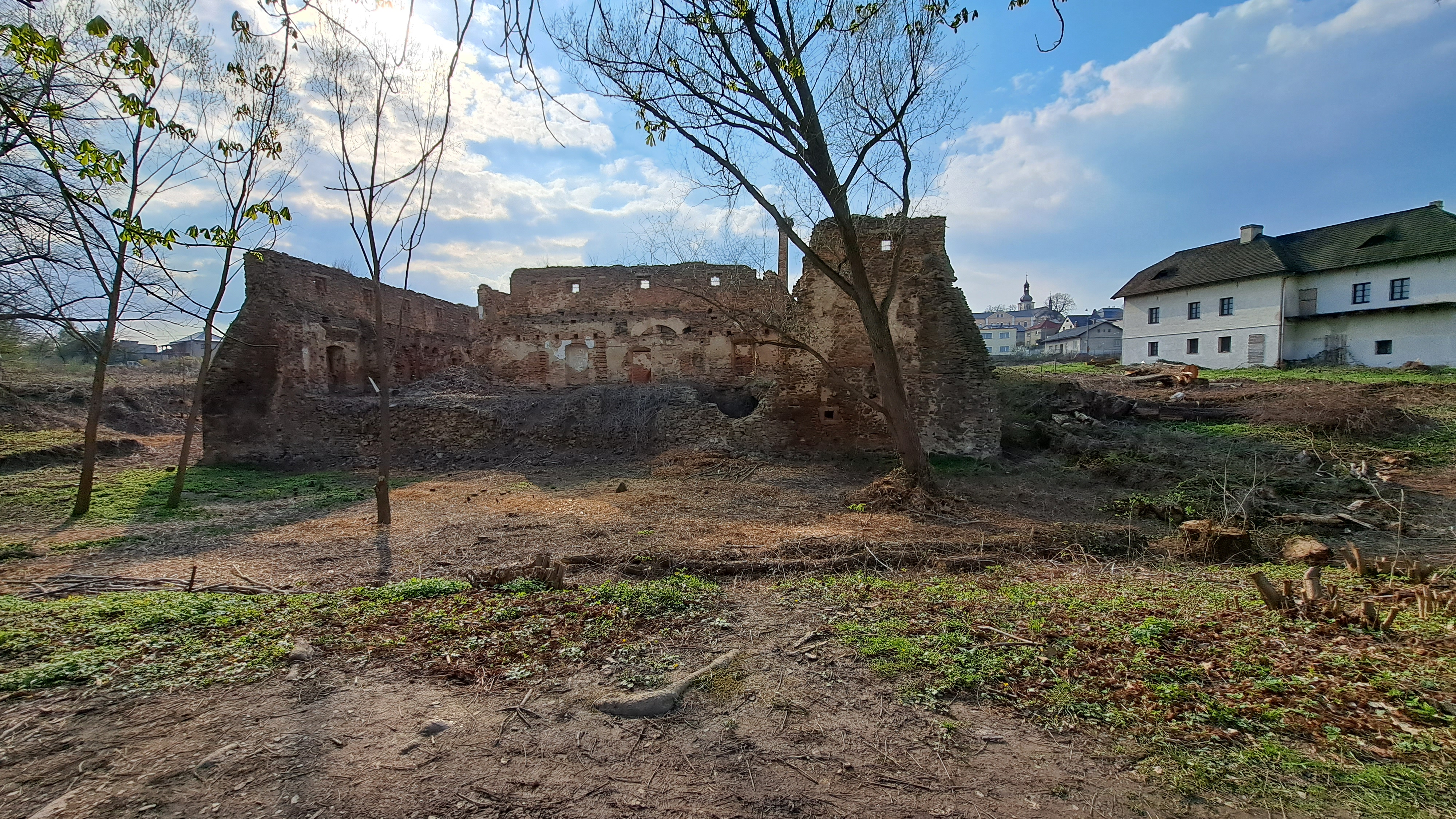
tvrz
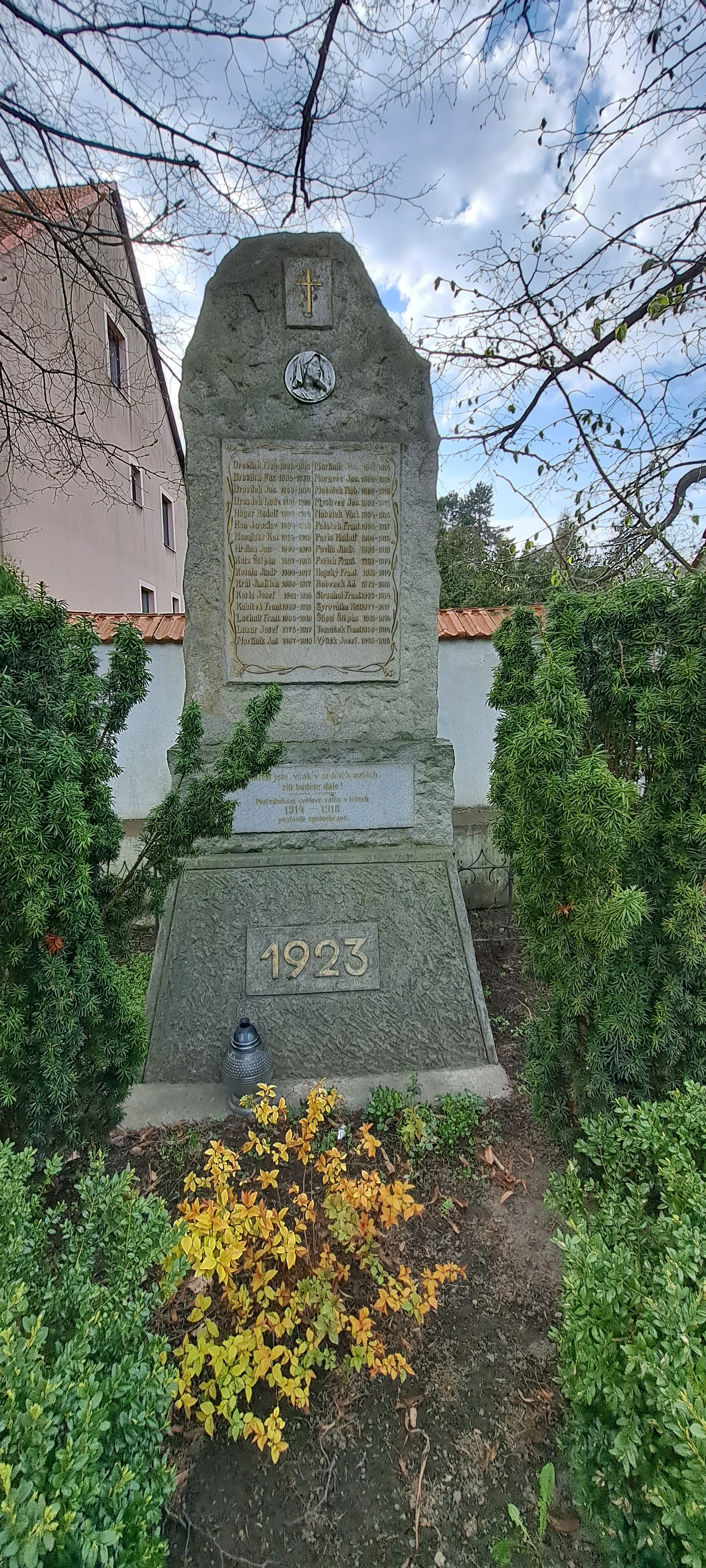
pomník padlým v I. světové válce